# 2024 في اليمن
في عام 2024، ما زالت اليمن تعاني من أزمة إنسانية شديدة بسبب النزاع المستمر وعدم استقرار الاقتصاد. تشير التقارير إلى أن نحو نصف الأطفال دون سن الخامسة يعانون من سوء التغذية أو التقزم، وارتفعت نسبة الناس الذين لا يحصلون على غذاء كاف من 51% إلى 58% منذ يناير 2024. في المناطق التي يسيطر عليها الحوثيون، يعتمد حوالي 10% من الأسر على المساعدات الغذائية لتلبية احتياجاتهم، مما يبرز الحاجة الملحة لإعادة توزيع الغذاء في تلك المناطق. 
الوضع الاقتصادي لا يزال صعبًا، حيث انخفض الناتج المحلي الإجمالي لليمن بأكثر من النصف منذ بدء النزاع. وأشار البنك الدولي إلى أن الناتج المحلي الإجمالي مستمر في الانخفاض، وانخفضت قيمة الريال إلى أكثر من 1800 ريال لكل دولار أمريكي في المناطق التي تسيطر عليها الحكومة، مما أدى إلى ارتفاع أسعار المواد الغذائية إلى مستويات قياسية. 
وصلت تكلفة الغذاء الأساسي إلى مستويات غير مسبوقة، مما زاد من التحديات التي يواجهها الملايين. وفي الوقت الذي تظل فيه الاحتياجات الإنسانية شديدة، تلقى 315 ألف شخص فقط من أصل مليوني شخص المساعدات في الأشهر الأربعة الأولى من عام 2024. وتسلط النداءات العاجلة للحصول على تمويل إضافي الضوء على الحاجة الملحة للدعم الدولي لتخفيف المعاناة. 
أدى الصراع المستمر إلى نزوح الملايين، حيث يوجد حوالي 4.5 مليون نازح داخلي، والكثير منهم لا يملكون الوصول إلى الخدمات الأساسية مثل المياه النظيفة والرعاية الصحية.  ويزداد الوضع سوءًا بسبب وصول المهاجرين من أفريقيا، الذين يتعرضون للعنف والاستغلال أثناء محاولتهم العبور عبر اليمن.  بالإضافة إلى ذلك، تفاقمت الظروف المعيشية بسبب الكوارث الطبيعية مثل الجفاف والفيضانات، مما أدى إلى نزوح أكثر من مئات الآلاف وزيادة المنافسة على الموارد. 
لا يزال القمع السياسي مستمرًا، حيث تقوم مختلف الفصائل بقمع المعارضة وتقييد المشاركة السياسية. ولا تزال التوقعات الإنسانية لليمن سيئة، مع الدعوات إلى الحوار السياسي واستقرار الاقتصاد كعنصرين أساسيين للتعافي. 

## شاغلو الوظائف
مجلس القيادة الرئاسي
| الصورة | المنصب                    | الاسم                                      |
| ------ | ------------------------- | ------------------------------------------ |
|        | رئيس مجلس القيادة الرئاسي | رشاد محمد العليمي                          |
|        | رئيس وزراء اليمن          | معين عبد الملك سعيد (2018 – 5 فبراير 2024) |
|        | رئيس وزراء اليمن          | أحمد عوض بن مبارك (5 فبراير 2024 – مستمر)  |

حكومة صنعاء (المجلس السياسي الأعلى)
| الصورة | المنصب                     | الاسم               |
| ------ | -------------------------- | ------------------- |
|        | قائد أنصار الله (الحوثيون) | عبد الملك الحوثي    |
|        | رئيس المجلس السياسي الأعلى | مهدي المشاط         |
|        | رئيس وزراء اليمن           | عبد العزيز بن حبتور |

## العطل
المصدر:
- 8–12 أبريل– عيد الفطر
- 1 مايو - عيد العمال
- 22 مايو - اليوم الوطني للجمهورية اليمنية
- 15–19 يونيو – عيد الأضحى
- 7 يوليو – رأس السنة الهجرية
- 15 سبتمبر – المولد النبوي
- 26 سبتمبر – عيد الثورة
- 14 أكتوبر – يوم التحرير
- 30 نوفمبر- عيد الاستقلال